# علي جوشكون
علي جوشقون (بالتركية: Ali Coşkun) هو سياسي تركي، ولد في 1939. حزبياً، نشط في حزب العدالة والتنمية. وقد انتخب عضو في البرلمان التركي.